# Катастрофа Ан-24 под Баку
Катастрофа Ан-24 под Баку — крупная авиационная катастрофа, произошедшая субботним вечером 18 августа 1973 года близ города Баку. Авиалайнер Ан-24Б Махачкалинского ОАО авиакомпании «Аэрофлот» выполнял пассажирский рейс А-13 по маршруту Баку — Шевченко, но через несколько секунд после взлёта у лайнера отказал левый двигатель. Вскоре лайнер начал поворачивать влево, но вскоре, через 15 минут после взлёта лайнер столкнулся с нефтяной вышкой и упал на землю. Далее лайнер подскочил на бруствере, снёс трубопровод и упал на шоссе, оборвав провода и полностью разрушившись. Погибли 56 человек на борту из 64 — 60 пассажиров и 4 членов экипажа, выжили 8, получив тяжёлые ранения.
На момент событий это была крупнейшая авиакатастрофа в Азербайджане (на 2024 год  — вторая, после катастрофы Ил-76 под Баку).

## Самолёт
Ан-24Б с бортовым номером CCCP-46435 (заводской — 87304305) был выпущен 15 мая 1968 года предположительно заводом Авиант. На момент катастрофы самолёт имел 7374 часа налёта и 5502 посадки.

## Экипаж
Ан-24 пилотировал экипаж из Махачкалинского лётного отряда, в состав которого входил:
Командир воздушного судна (КВС) — Николай Пантелеймонович Панченко
Второй пилот — Валентин Викторович Конокотин
Бортмеханик — Анатолий Васильевич Жаров
В салоне самолёта работала стюардесса Тамара Набигулаевна Казимагомедова

## Катастрофа
18 августа 1973 года В 19:36 местного времени (18:36 МСК) в темноте рейс А-13 вылетел из бакинского аэропорта Бина по магнитному курсу 335°, его выполнял Ан-24Б борт СССР-46435, летящий из Баку в Шевченко. В этот день данный экипаж уже совершил рейс по маршруту Баку — Махачкала — Саратов — Махачкала — Баку. Теперь же ему предстояло совершить рейс Баку — Шевченко — Баку. На его борту находилось 64 человека — 60 пассажиров (49 взрослых и 11 детей) и 4 члена экипажа. Взлётный вес составлял 21 193 килограмма, то есть самолёт был перегружен на 193 килограмма, центровка находилась в пределах 25,5-27,8 % САХ..
Небо в это время было ясным, видимость 10 километров, ветер северный 10—12 м/с, температура воздуха +25°С.
Спустя 5 секунд после взлёта, когда самолёт на скорости 220 км/ч поднялся до высоты около 10 метров, неожиданно отказал левый двигатель и автоматически произошло флюгирование левого винта. Через 29 секунд, когда самолёт на приборной скорости 230 км/ч достиг высоты 30 метров, экипаж начал убирать закрылки, а через 6 секунд (40 секунд с момента отрыва от ВПП) начал выполнять левый разворот, при этом увеличив скольжение за счёт уменьшения первоначального отклонения руля направления, отклонение элеронов при этом не менялось. Таким образом, далее Ан-24 летел при переменных углах скольжения.
Сохраняя высоту 90—100 метров, в процессе разворота самолёт на скорости 200 км/ч долетел до местности, которая возвышалась относительно аэропорта вылета на 90 метров. Находясь теперь на низкой высоте относительно земли, самолёт, летя в темноте по курсу 100—105°, зацепил левым крылом трос-растяжку нефтяной вышки на высоте 15 метров от основания. От удара часть крыла оторвало, а самолёт начал снижаться под углом около 5° и с левым креном. На расстоянии 161 метр от места первого удара самолёт левым крылом врезался в трубопровод, а ещё через 20 метров этим же крылом зацепил землю и пропахал борозду длиной 19 метров, после чего врезался в другой трубопровод. Промчавшись по земле ещё 10 метров, фюзеляж ударился о земляной бруствер ямы для нефтеотходов. От удара Ан-24 подлетел вверх, но через 28 метров кабиной (вскользь) и левым винтом врезался в нефтяную вышку, которую повалил. Самолёт в 19:51 местного времени в 4300 метрах от торца ВПП, в 301 метре от точки первого удара Ан-24 по курсу 340° 65 метров, перевернулся и оборвав провода, рухнул возле шоссе (старого) к аэропорту, полностью разрушился и загорелся.
В это время по шоссе ехал рейсовый автобус, который остановился возле места катастрофы и его пассажиры первыми оказались на месте катастрофы, став помогать выжившим. Всего же в катастрофе выжили только 2 члена экипажа (командир и бортмеханик) и 6 пассажиров. Остальные 56 человек (второй пилот, стюардесса и 54 пассажира) погибли.

## Причины
Непосредственными причинами катастрофы стал отказ левого двигателя в момент взлёта, а также выполнение экипажем левого разворота на высоте ниже безопасной, да ещё и в сторону возвышающейся местности, на которой имелись препятствия (нефтяные вышки). В такой ситуации правильнее было бы вывести самолёт в открытое море и там набрать безопасную высоту, но экипаж старался этого избежать.
Отказ левого двигателя произошёл из-за разрушения турбины вследствие обрыва рабочих лопаток первой ступени из-за снижения механических свойств металла, так как ранее был перегрев до температуры 1100—1150°С. Однозначно же определить, когда и по какой причине произошёл этот перегрев, было невозможно, среди вероятных причин можно назвать следующие:
1. нарушение нормального процесса запуска двигателя в связи с неисправностью системы запуска либо аэродромных источников электроэнергии;
2. неправильные действия запускающего двигатель в условиях отказа системы регулирования.

Данным причинам способствовало наличие конструктивных недостатков в системе запуска и предельной регулировки температуры газов, включая отсутствие автоматического устройства, выключающего двигатель в процессе запуска при забросе температуры газов выше допустимого. Перегрев лопаток турбины своевременно не мог быть обнаружен, так как методы контроля, существующие в тот период, и отсутствие в конструкции указателя, свидетельствующего (после остановки двигателя) о превышении максимально допустимой температуры газов при запуске и работе двигателя, не позволяли выявить возникший перегрев.